# Ёркин, Иван Егорович
Иван Егорович Ёркин (10 мая 1917, Ушинка, Пензенская губерния — 15 мая 2004, Усердино, Пензенская область) — советский хозяйственный, государственный и политический деятель, Герой Социалистического Труда.

## Биография
Родился в 1917 году в селе Ушинка. Был членом КПСС.
С 1930 года — на хозяйственной, общественной и политической работе. В 1930—1977 гг. — в хозяйстве родителей, ученик слесаря, слесарь в Пролетарском свеклосовхозе, комбайнер в Пролетарском свеклосовхозе, участник Великой Отечественной войны, комбайнер Пешенского отделения Земетчинского сахарного комбината, комбайнер совхоза «Земетчинский», комбайнер совхоза «Березняковский» Земетчинского района Пензенской области.
Указом Президиума Верховного Совета СССР от 23 июня 1966 года присвоено звание Героя Социалистического Труда с вручением ордена Ленина и золотой медали «Серп и Молот».
Умер в селе Усердино в 2004 году.